# Adobe Meadow (California)
Adobe Meadow es un área no incorporada ubicada en el condado de Santa Clara en el estado estadounidense de California.

## Geografía
Adobe Meadow se encuentra ubicada en las coordenadas 37°25′29″N 122°6′36″O / 37.42472, -122.11000.